# مؤسسه سلطنتی فناوری کی‌تی‌اچ
مؤسسه پادشاهی فناوری کی‌تی‌اچ (انگلیسی: KTH Royal Institute of Technology; سوئدی: Kungliga Tekniska högskolan) که به اختصار کی‌تی‌اچ (KTH) نامیده می‌شود، دانشگاهی در سوئد و شهر استکهلم است که در سال ۱۸۲۷ به عنوان اولین دانشگاه فنی سوئد تأسیس شد. این دانشگاه به همراه دانشگاه فنی دانمارک در شهر کپنهاگ دانمارک، دانشگاه علم و فناوری نروژ در شهر تروندهایم نروژ و دانشگاه فناوری چالمرز در شهر گوتنبرگ سوئد به عنوان بزرگ‌ترین دانشگاه‌های فنی اسکاندیناوی شناخته می‌شوند.

## تاریخچه
این دانشگاه در سال ۱۸۲۷ با عنوان مؤسسه فنی و به دنبال تأسیس دانشگاه‌ها در سایر شهرهای اروپا پایه‌گذاری شد.

## بخش‌ها
از سال ۲۰۰۵ این دانشگاه به ۹ گروه تقسیم شده که هر کدام شامل چندین بخش می‌باشند.
1. گروه معماری
2. گروه بیو تکنولوژی
3. گروه علوم کامپیوتر و ارتباطات
4. گروه مهندسی برق
5. گروه مدیریت و مهندسی صنایع
6. گروه تکنولوژی ارتباطات و فناوری
7. گروه مهندسی و علوم شیمی
8. گروه تکنولوژی و سلامت
9. گروه علوم مهندسی